# Jean Belliard (chanteur)
Pour les articles homonymes, voir Jean Belliard (homme politique) et Belliard.
Jean Belliard est un chanteur français né le 25 juillet 1935. Il possède une voix rare de haute-contre à la française.

## Biographie
Dans sa jeunesse, Jean Belliard est remarqué par César Geoffray aux 2èmes Choralies de Vaison-la-Romaine.
En 1974, Jean Belliard est cofondateur avec le luthiste Guy Robert de l'Ensemble Guillaume de Machaut de Paris avec lequel il a parcouru le monde (plus de 70 pays). Il a créé la Messe de Daniel Meier au Festival d'Avignon. Spécialiste de musique ancienne, il est en particulier connu pour son interprétation du chant grégorien.
Jean Belliard est un professionnel qui travaille aussi avec les musiciens amateurs pour leur transmettre son art. Ainsi, il anime le Chœur du Pays d'Étampes depuis plus de 30 ans, l'Académie de Musique Sacrée d'Étampes depuis 1989, ainsi que l'Ensemble Vocal "Abélard".
Dans ses concerts à travers le monde, soit comme soliste ou avec son ensemble, il chante un vaste répertoire, depuis le chant grégorien jusqu'à la musique française du XXe siècle, s'attachant à faire découvrir auteurs et répertoires méconnus.
On retrouve ses goûts et ses préoccupations pour la défense du texte dans ses disques, au nombre d'une douzaine, consacrés à des compositeurs aussi divers que Guillaume de Machaut, Guillaume Dufay, Tomás Luis de Victoria, François Couperin, Erik Satie.
Autant d'enregistrements accueillis par la presse, qui voit en lui un interprète délivrant « [Une] interprétation dépouillée, d'une justesse de ton remarquable, [qui] porte l'émotion à son comble » (Paul Meunier dans Télérama). « Le premier volet Lamentations de Jérémie chanté avec une tendresse douloureuse dont le timbre est d'une pureté et d'une beauté incroyables » (Le Monde de la Musique).
Il s'est éteint le 11 octobre 2020 à Étampes.

## Académie de Musique Sacrée d'Étampes
Depuis 1989, Jean Belliard organise des stages d'une semaine à Étampes, exclusivement consacrés à la musique sacrée de la Renaissance. Pendant les concerts, il dirige un chœur composé de stagiaires et parfois des musiciens invités, comme le cornettiste Serge Delmas. Les interprétations incluent des œuvres de Giovanni Pierluigi da Palestrina, Roland de Lassus, Tomás Luis de Victoria, Josquin Desprez, et autres compositeurs de la période.

## Discographie sélective
- Erik Satie : Socrate - avec Billy Eidi
- Leçons de Ténèbres de François Couperin avec Hervé Lamy - C'est la version que Brigitte et Jean Massin, auteurs de l'Histoire de la musique occidentale par le livre et le disque, ont retenue pour illustrer la musique baroque de la France classique.
- Chansons courtoises - Accompagné au luth par Guy Robert
- Chant grégorien - Dans la pure tradition des chantres du Moyen Âge, Jean Belliard chante 16 mélodies grégoriennes
- La cour de Bourgogne - Guillaume Dufay (XVe siècle) - Jean Belliard chante et dirige l'Ensemble Guillaume de Machaut de Paris
- Le chant des Troubadours - Jean Belliard et l'Ensemble Guillaume de Machaut de Paris
- Chefs-d'œuvre retrouvés - Gauthier de Coincy (XIIIe siècle) - Les Miracles de Notre-Dame - Jean Belliard chante et dirige l'Ensemble Guillaume de Machaut de Paris
- Jean Belliard chante les poètes - Mis en musique par Jean Belliard